# 계산생물학

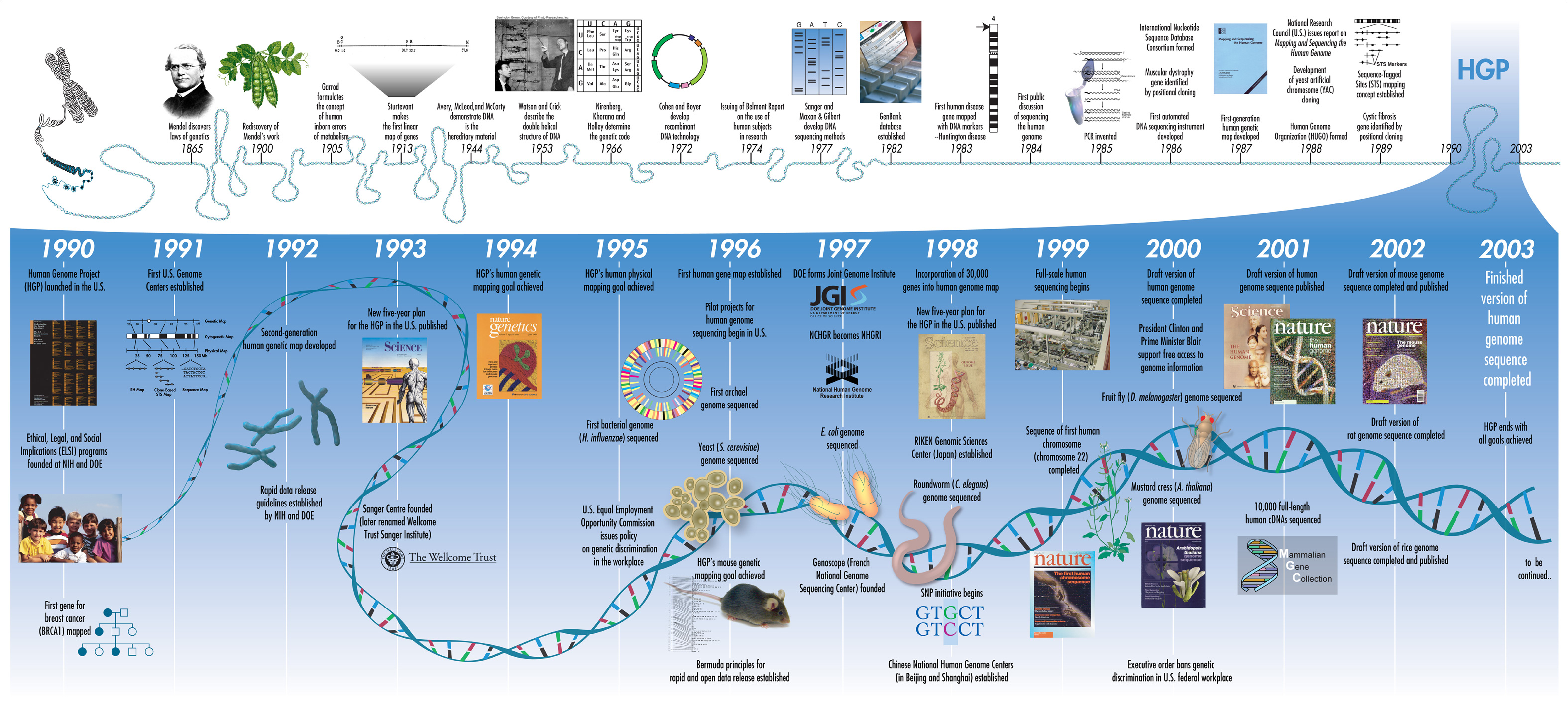
이 타임라인은 1865년 이후 유전학의 맥락에서 인간 유전체 프로젝트의 연도별 진행 상황을 보여준다. 1990년에 시작하여 1999년까지 22번 염색체가 완전히 서열 분석된 최초의 인간 염색체가 되었다.

계산생물학(計算生物學, 영어: computational biology) 또는 전산생물학(電算生物學)은 컴퓨터 과학, 데이터 분석, 수학적 모델링 및 컴퓨터 시뮬레이션 기법을 사용하여 생물학적 시스템과 관계를 이해하는 것을 의미한다. 컴퓨터 과학, 생물학, 데이터 과학이 교차하는 분야이며, 응용수학, 분자생물학, 세포생물학, 화학, 유전학에도 기반을 두고 있다.

## 역사
생물학적 시스템 내 정보학 과정의 분석인 생물정보학은 1970년대 초에 시작되었다. 이때 인공지능 연구는 새로운 알고리즘을 생성하기 위해 인간 뇌의 네트워크 모델을 사용하고 있었다. 이러한 생물학적 데이터의 사용은 생물학 연구자들이 자신들의 분야에서 대규모 데이터 세트를 평가하고 비교하기 위해 컴퓨터를 사용하도록 촉진했다.
1982년까지 연구자들은 천공 카드를 통해 정보를 공유했다. 1980년대 말까지 데이터 양이 기하급수적으로 증가하여 관련 정보를 빠르게 해석하기 위한 새로운 계산 방법이 필요하게 되었다.
아마도 계산생물학의 가장 잘 알려진 예인 인간 유전체 프로젝트는 1990년에 공식적으로 시작되었다. 2003년까지 이 프로젝트는 인간 유전체의 약 85%를 지도화하여 초기 목표를 달성했다. 그러나 작업은 계속되었고, 2021년에는 잠재적 문제로 인해 0.3%의 염기만 남아 있는 "완전한 유전체" 수준에 도달했다. 누락된 Y 염색체는 2022년 1월에 추가되었다.
1990년대 후반부터 계산생물학은 생물학의 중요한 부분이 되어 수많은 하위 분야를 탄생시켰다. 오늘날 국제전산생물학회는 21개의 다른 '특별 관심 커뮤니티'를 인정하고 있으며, 각 커뮤니티는 더 큰 분야의 한 부분을 나타낸다. 인간 유전체 서열 분석을 돕는 것 외에도 계산생물학은 인간의 뇌의 정확한 모델을 만들고, 유전체의 3D 구조를 지도화하고, 생물학적 시스템을 모델링하는 데 도움을 주었다.

## 전 세계적 기여

### 콜롬비아
2000년, 콜롬비아는 프로그래밍 및 데이터 관리 분야의 초기 전문성 부족에도 불구하고 식물 질병에 초점을 맞춰 산업적 관점에서 계산생물학을 적용하기 시작했다. 이 연구는 감자와 같은 작물의 질병을 퇴치하는 방법을 이해하고 커피 식물의 유전적 다양성을 연구하는 데 기여했다. 2007년까지 대체 에너지원 및 기후변화에 대한 우려로 인해 생물학자들은 시스템 및 컴퓨터 엔지니어들과 협력하게 되었다. 그들은 함께 이러한 문제들을 해결하기 위한 강력한 계산 네트워크와 데이터베이스를 개발했다. 2009년, 로스앤젤레스 대학교와 협력하여 콜롬비아는 계산생물학과 생물정보학의 통합을 개선하기 위해 가상 학습 환경(VLE)을 만들었다.

### 폴란드
폴란드에서 계산생물학은 수학 및 계산 과학과 밀접하게 연관되어 있으며, 생물정보학과 생물 물리학의 기초 역할을 한다. 이 분야는 크게 두 가지 주요 영역으로 나뉜다: 하나는 물리학 및 시뮬레이션에 초점을 맞추고 다른 하나는 생물학적 서열에 초점을 맞춘다. 폴란드에서 통계 모델의 적용은 단백질 및 RNA 연구 기술을 발전시켜 전 세계 과학 발전에 기여했다. 폴란드 과학자들은 또한 단백질 예측 방법 평가에 중요한 역할을 하여 계산생물학 분야를 크게 발전시켰다. 시간이 지남에 따라 그들은 단백질 코딩 분석 및 하이브리드 구조와 같은 주제로 연구를 확장하여 전 세계 생물정보학 발전에 대한 폴란드의 영향력을 더욱 확고히 했다.

## 응용 분야

### 해부학
계산 해부학은 맨눈 해부학적 {\displaystyle 50-100\mu } 규모의 형태학에서 해부학적 모양과 형태를 연구하는 것이다. 이는 생물학적 구조를 모델링하고 시뮬레이션하기 위한 계산 수학적 및 데이터 분석적 방법의 개발을 포함한다. 의료 영상 장치보다는 영상화되는 해부학적 구조에 초점을 맞춘다. 자기공명영상과 같은 기술을 통한 조밀한 3D 측정의 가용성으로 인해 계산 해부학은 3D에서 형태소 규모의 해부학적 좌표계를 추출하기 위한 의학촬영 및 생물공학의 하위 분야로 부상했다.
계산 해부학의 원래 공식화는 변환을 통해 작용하는 예시로부터 모양과 형태의 생성 모델이다. 미분동형사상군은 {\displaystyle {\mathbb {R} }^{3}}에서 한 해부학적 구성에서 다른 해부학적 구성으로의 라그랑주 및 오일러 유동 속도를 통해 생성되는 좌표 변환을 통해 다른 좌표계를 연구하는 데 사용된다. 이는 모양 통계 및 형태측정과 관련이 있으며, 미분동형사상이 좌표계를 매핑하는 데 사용된다는 점에서 구별되며, 이 연구는 미분동형측정이라고 알려져 있다.

### 데이터 및 모델링
수리생물학은 살아있는 생물의 수학적 모델을 사용하여 생물학적 시스템의 구조, 발달 및 행동을 지배하는 시스템을 연구하는 것이다. 이는 실험생물학의 경험적 접근 방식보다 문제에 대한 이론적 접근 방식을 수반한다. 수리생물학은 이산수학, 위상수학 (계산 모델링에도 유용함), 베이즈 통계학, 선형대수학 및 불 논리를 활용한다.
이러한 수학적 접근 방식은 생물학적 데이터를 저장, 검색 및 분석하기 위한 데이터베이스 및 기타 방법을 만들 수 있게 해주었으며, 이 분야는 생물정보학으로 알려져 있다. 일반적으로 이 과정에는 유전학 및 유전자 분석이 포함된다.
대규모 데이터 세트를 수집하고 분석하면서 데이터 마이닝 및 계산 생체 모델링과 같은 연구 분야가 성장할 수 있는 여지가 생겼다. 계산 생체 모델링은 생물학적 시스템의 컴퓨터 모델 및 시각적 시뮬레이션을 구축하는 것을 의미한다. 이를 통해 연구자들은 그러한 시스템이 다양한 환경에 어떻게 반응할지 예측할 수 있으며, 이는 시스템이 "외부 및 내부 교란에 대해 상태와 기능을 유지할 수 있는지"를 결정하는 데 유용하다. 현재 기술은 작은 생물학적 시스템에 초점을 맞추고 있지만, 연구자들은 더 큰 네트워크를 분석하고 모델링할 수 있는 접근 방식을 연구하고 있다. 대다수의 연구자들은 이것이 새로운 약물 및 유전자 치료법을 개발하는 현대 의학적 접근 방식에 필수적이라고 믿는다. 유용한 모델링 접근 방식은 Petri nets를 esyN과 같은 도구를 통해 사용하는 것이다.
마찬가지로 최근 수십 년 전까지 이론 생태학은 경험적 생태학자들이 사용하는 통계 모델과 분리된 해석적 모델을 주로 다루었다. 그러나 계산 방법은 시뮬레이션을 통해 생태학적 이론을 개발하는 데 도움이 되었으며, 생태학적 분석에서 계산통계 방법의 적용도 증가했다.

### 시스템 생물학
시스템 생물학은 세포 수준에서 전체 개체군에 이르는 다양한 생물학적 시스템 간의 상호 작용을 계산하여 창발적 속성을 발견하는 것을 목표로 한다. 이 과정은 일반적으로 세포 신호전달 및 대사경로 네트워크를 포함한다. 시스템 생물학은 종종 생물학적 모델링 및 그래프 이론의 계산 기술을 사용하여 세포 수준에서 이러한 복잡한 상호 작용을 연구한다.

### 진화생물학
계산생물학은 다음을 통해 진화생물학에 기여했다.
- DNA 데이터를 사용하여 계산 계통학으로 생명나무 재구성
- 인구통계 또는 선택 역사에 대한 추론을 하기 위해 집단유전학 모델 (순방향 시간[17] 또는 역방향 시간)을 DNA 데이터에 적용
- 진화 시스템의 집단유전학 모델을 첫 번째 원리부터 구축하여 진화할 가능성이 있는 것을 예측

### 유전체학

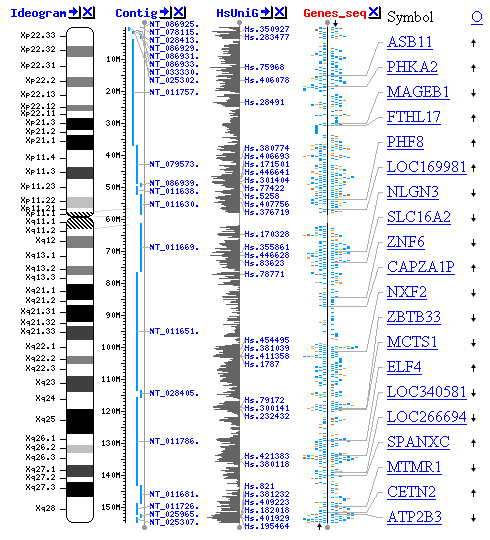
부분적으로 서열 분석된 유전체

계산 유전체학은 세포와 생물의 유전체를 연구하는 것이다. 인간 유전체 프로젝트는 계산 유전체학의 한 예이다. 이 프로젝트는 전체 인간 유전체 서열을 데이터 세트로 만들려고 한다. 완전히 구현되면 의사들이 개별 환자의 유전체를 분석할 수 있게 될 것이다. 이는 개인의 기존 유전 패턴에 기반한 치료법을 처방하는 맞춤형 의학의 가능성을 열어준다. 연구자들은 동물, 식물, 세균 및 모든 다른 유형의 생명체의 유전체 서열을 분석하려고 한다.
유전체를 비교하는 주요 방법 중 하나는 서열 상동성이다. 상동성은 공통 조상에서 유래한 다른 유기체의 생물학적 구조와 뉴클레오타이드 서열을 연구하는 것이다. 연구에 따르면 새로 서열 분석된 원핵생물 유전체에 있는 유전자의 80~90%가 이 방식으로 식별될 수 있다고 한다.
서열 정렬은 생물학적 서열이나 유전자 간의 유사성을 비교하고 감지하는 또 다른 과정이다. 서열 정렬은 두 유전자의 최장 공통 부분 수열을 계산하거나 특정 질병의 변종을 비교하는 등 여러 생물정보학 응용 분야에서 유용하다.
계산 유전체학에서 아직 손대지 않은 프로젝트는 인간 유전체의 약 97%를 차지하는 유전자 간 영역의 분석이다. 연구자들은 계산 및 통계 방법의 개발과 ENCODE 및 후성유전체 지도 프로젝트와 같은 대규모 컨소시엄 프로젝트를 통해 인간 유전체의 비코딩 영역 기능을 이해하기 위해 노력하고 있다.
개별 유전자가 분자, 세포, 유기체 수준에서 생물학에 어떻게 기여하는지 이해하는 것을 유전자 온톨로지라고 한다. 유전자 온톨로지 컨소시엄의 사명은 분자 수준에서 더 큰 경로, 세포 및 유기체 수준 시스템에 이르는 생물학적 시스템의 최신, 포괄적, 계산 모델을 개발하는 것이다. 유전자 온톨로지 자원은 인간부터 세균에 이르는 다양한 유기체의 유전자(또는 더 정확하게는 유전자에 의해 생성되는 단백질 및 비코딩 RNA 분자) 기능에 대한 현재 과학 지식의 계산 표현을 제공한다.
3D 유전체학은 계산생물학의 한 분야로, 진핵세포 내 유전자의 조직 및 상호작용에 초점을 맞춘다. 3D 유전체 데이터를 수집하는 한 가지 방법은 유전체 구조 지도화 (GAM)를 통해서이다. GAM은 냉동절편법, 즉 핵에서 DNA를 검사하기 위해 스트립을 잘라내는 과정과 레이저 미세 절단을 결합하여 유전체의 염색질 및 DNA의 3D 거리를 측정한다. 핵 프로파일은 단순히 핵에서 가져온 이 스트립 또는 슬라이스이다. 각 핵 프로파일에는 특정 뉴클레오타이드 서열인 유전체 창이 포함된다. GAM은 세포 전체에서 복잡하고 다중 인핸서 염색질 접촉의 유전체 네트워크를 포착한다.

### 바이오마커 발견
계산생물학은 관상동맥질환과 같은 질병의 바이오마커를 식별하는 데도 중요한 역할을 한다. 유전체학, 단백체학, 대사체학과 같은 다양한 '체학' 데이터를 통합함으로써 연구자들은 질병 진단, 예후 및 치료 전략에 도움이 되는 잠재적 바이오마커를 발견할 수 있다. 예를 들어, 대사체 분석은 심근 경색과 관상동맥질환을 구별할 수 있는 특정 대사산물을 식별하여 진단 정확도를 높였다.

### 신경과학
계산 신경과학은 신경계의 정보 처리 속성 측면에서 뇌 기능을 연구하는 것이다. 신경과학의 하위 분야로, 신경학적 시스템의 특정 측면을 조사하기 위해 뇌를 모델링하려고 한다. 뇌 모델은 다음과 같다.
- 현실적인 뇌 모델: 이 모델은 뇌의 모든 측면을 나타내려고 하며, 세포 수준에서 가능한 한 많은 세부 사항을 포함한다. 현실적인 모델은 뇌에 대한 가장 많은 정보를 제공하지만, 에러 발생 가능성도 가장 크다. 뇌 모델의 변수가 많을수록 더 많은 에러가 발생할 가능성이 생긴다. 이 모델은 과학자들이 알지 못하는 세포 구조의 부분을 설명하지 않는다. 현실적인 뇌 모델은 계산량이 가장 많고 구현 비용도 가장 많이 든다.[24]
- 단순화된 뇌 모델: 이 모델은 신경학적 시스템의 특정 물리적 성질을 평가하기 위해 모델의 범위를 제한하려고 한다. 이를 통해 집중적인 계산 문제를 해결하고 현실적인 뇌 모델에서 발생할 수 있는 잠재적 에러 양을 줄인다.[24]

이러한 계산의 속도를 높이기 위해 현재 사용되는 알고리즘과 데이터 구조를 개선하는 것이 계산 신경과학자들의 일이다.
계산 신경정신병학은 정신 질환에 관련된 뇌 메커니즘을 수학적 및 컴퓨터 지원 모델링을 사용하는 새로운 분야이다. 여러 이니셔티브는 계산 모델링이 정신 기능 및 역기능을 생성할 수 있는 신경 회로를 이해하는 데 중요한 기여임을 입증했다.

### 약리학
계산 약리학은 "특정 유전자형과 질병 간의 연관성을 찾고 약물 데이터를 스크리닝하기 위해 유전체 데이터의 효과를 연구하는 것"이다. 제약산업은 약물 데이터를 분석하는 방법의 변화를 요구한다. 약리학자들은 마이크로소프트 엑셀을 사용하여 약물의 효과와 관련된 화학 및 유전체 데이터를 비교할 수 있었다. 그러나 이 산업은 엑셀 장벽이라고 불리는 한계에 도달했다. 이는 스프레드시트에서 접근할 수 있는 셀의 수가 제한적이기 때문에 발생한다. 이러한 발전은 계산 약리학의 필요성을 초래했다. 과학자와 연구자들은 이러한 방대한 자료 집합을 분석하기 위한 계산 방법을 개발한다. 이를 통해 주목할 만한 데이터 포인트 간의 효율적인 비교가 가능하며, 더 정확한 약물을 개발할 수 있다.
분석가들은 주요 의약품이 특허로 인해 실패할 경우, 현재 시장에 있는 약물을 대체하기 위해 계산 생물학이 필요할 것으로 예상한다. 계산 생물학 박사 과정 학생들은 박사후 연구원 직위 대신 산업계 경력을 추구하도록 장려되고 있다. 이는 새로운 약물 생산에 필요한 대규모 데이터 세트를 분석할 수 있는 더 자격을 갖춘 분석가를 필요로 하는 주요 제약 회사의 직접적인 결과이다.

### 종양학
계산생물학은 새롭고 이전에 알려지지 않은 생명체의 징후를 발견하고 암 연구에서 중요한 역할을 한다. 이 분야는 RNA, DNA 및 단백질을 포함한 세포 과정의 대규모 측정을 포함하며, 이는 상당한 계산 문제를 야기한다. 이러한 문제를 극복하기 위해 생물학자들은 생물학적 데이터를 정확하게 측정하고 분석하기 위해 계산 도구에 의존한다. 암 연구에서 계산생물학은 종양 샘플의 복잡한 분석에 도움을 주어 연구자들이 종양을 특징짓고 다양한 세포 특성을 이해하는 새로운 방법을 개발할 수 있도록 한다. DNA, RNA 및 기타 생물학적 구조에서 수백만 개의 데이터 포인트를 포함하는 고처리량 측정은 암을 조기에 진단하고 암 발병에 기여하는 주요 요인을 이해하는 데 도움이 된다. 중점 분야는 암을 유발하는 결정적인 분자를 분석하고 인간 유전체가 종양 유발과 어떻게 관련되는지 이해하는 것이다.

### 독물학
계산독물학은 약물 발견 및 개발의 초기 단계에서 약물 후보 물질의 안전성과 잠재적 독성을 예측하는 데 사용되는 다학제 연구 분야이다.

### 약물 발견
계산생물학은 약물 발견 과정을 혁신하는 데 결정적인 역할을 해왔다. 계산 시스템 생물학적 접근 방식을 통합함으로써 연구자들은 복잡한 생물학적 시스템을 모델링하여 새로운 약물 표적 식별 및 약물 반응 예측을 용이하게 할 수 있다. 이러한 방법론은 유전체학, 단백체학 또는 대사체학 실험의 데이터를 사용하여 세포내 및 세포간 신호 전달 이벤트를 시뮬레이션할 수 있게 하여 약물 개발 파이프라인을 간소화하고 관련 비용을 줄인다.
게다가 계산생물학과 인공지능(AI)의 융합은 약물 설계를 더욱 가속화했다. AI 기반 모델은 방대한 데이터 세트를 분석하여 분자 행동을 예측하고, 선도 화합물을 최적화하며, 잠재적인 부작용을 예측하여 약물 발견의 효율성과 효과를 향상시킨다.

## 기술
계산생물학자들은 연구를 수행하기 위해 다양한 소프트웨어와 알고리즘을 사용한다.

### 비지도 학습
비지도 학습은 레이블이 없는 데이터에서 패턴을 찾는 알고리즘 유형이다. 한 예는 K-평균 알고리즘으로, n개의 데이터 포인트를 k개의 클러스터로 분할하는 것을 목표로 하며, 각 데이터 포인트는 가장 가까운 평균을 가진 클러스터에 속한다. 또 다른 버전은 k-메도이드 알고리즘으로, 클러스터 중심 또는 클러스터 중심점을 선택할 때 세트 내의 데이터 포인트 중 하나를 선택하고 클러스터의 평균만을 선택하지 않는다.
알고리즘은 다음 단계를 따른다.

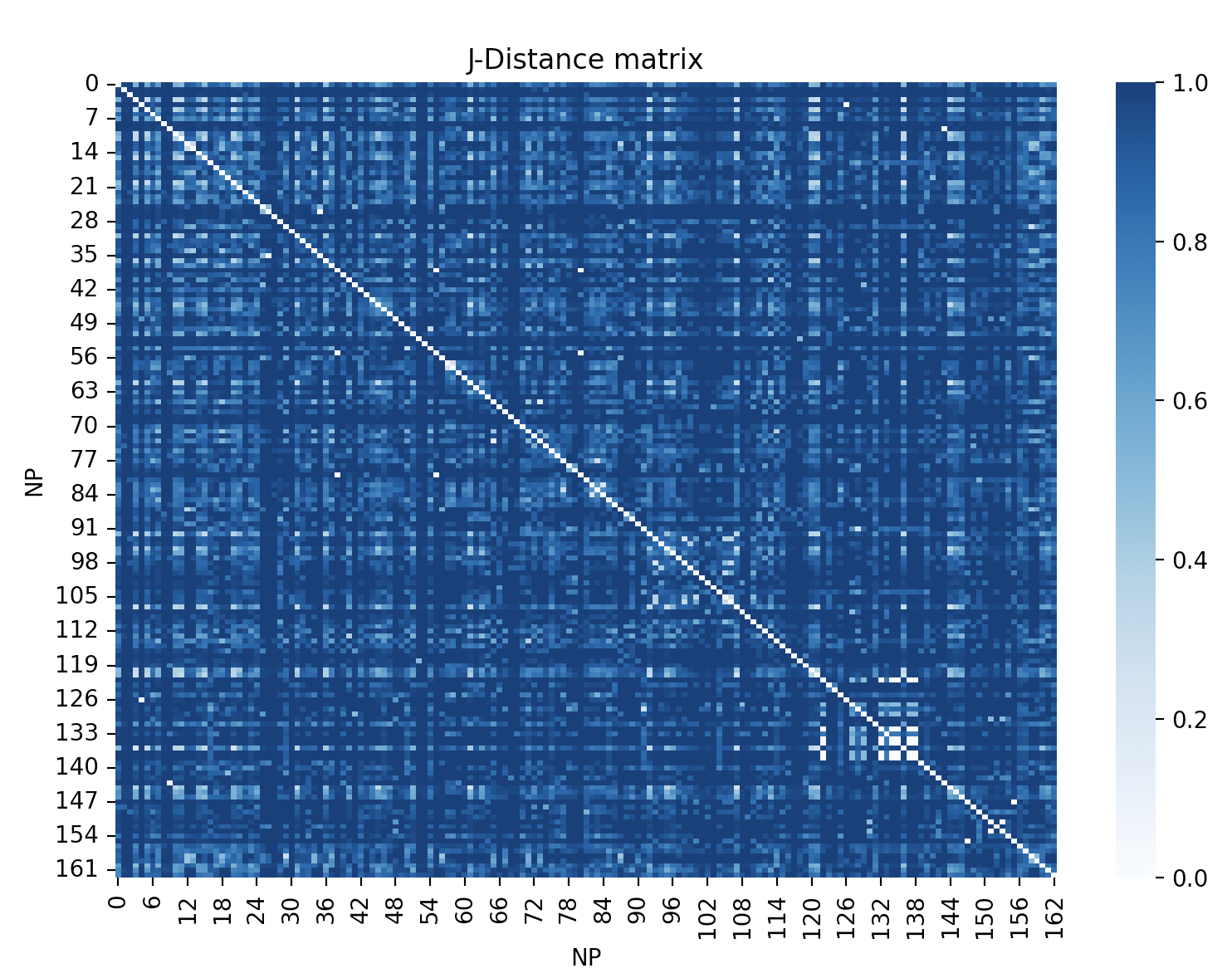
핵 프로파일의 자카드 거리의 히트맵

1. k개의 서로 다른 데이터 포인트를 무작위로 선택한다. 이들이 초기 클러스터가 된다.
2. 각 포인트와 각 'k' 클러스터 간의 거리를 측정한다. (이는 각 k 포인트로부터의 포인트 거리이다).
3. 각 포인트를 가장 가까운 클러스터에 할당한다.
4. 각 클러스터의 중심(메도이드)을 찾는다.
5. 클러스터가 더 이상 변하지 않을 때까지 반복한다.
6. 각 클러스터 내의 변동을 합산하여 클러스터링의 품질을 평가한다.
7. 다른 k 값으로 프로세스를 반복한다.
8. k 값 중 가장 낮은 분산을 가진 "엘보"를 찾아 'k'의 최적 값을 선택한다.

생물학에서의 한 가지 예는 유전체의 3D 매핑에 사용된다. 생쥐의 13번 염색체 HIST1 영역에 대한 정보는 Gene Expression Omnibus에서 수집된다. 이 정보에는 특정 유전체 영역에 나타나는 핵 프로파일에 대한 데이터가 포함되어 있다. 이 정보를 통해 자카드 거리를 사용하여 모든 유전자좌 간의 정규화된 거리를 찾을 수 있다.

### 그래프 분석
그래프 분석 또는 네트워크 분석은 서로 다른 객체 간의 연결을 나타내는 그래프를 연구하는 것이다. 그래프는 단백질-단백질 상호작용 네트워크, 조절 네트워크, 대사 및 생화학 네트워크 등 생물학의 모든 종류의 네트워크를 나타낼 수 있다. 이러한 네트워크를 분석하는 방법은 다양하다. 그 중 하나는 그래프에서 중심성을 보는 것이다. 그래프에서 중심성을 찾는 것은 노드에 그래프 내에서의 인기 또는 중심성에 대한 순위를 할당한다. 이는 어떤 노드가 가장 중요한지 찾는 데 유용할 수 있다. 예를 들어, 일정 기간 동안 유전자의 활동에 대한 데이터가 주어지면, 정도 중심성을 사용하여 네트워크 전체에서 어떤 유전자가 가장 활발하게 활동하는지, 또는 어떤 유전자가 네트워크 전체에서 다른 유전자와 가장 많이 상호 작용하는지 확인할 수 있다. 이는 특정 유전자가 네트워크에서 어떤 역할을 하는지 이해하는 데 기여한다.
그래프의 중심성을 계산하는 방법은 다양하며, 모두 다른 종류의 중심성 정보를 제공할 수 있다. 생물학에서 중심성을 찾는 것은 유전자 조절, 단백질 상호작용 및 대사 네트워크와 같은 다양한 상황에서 적용될 수 있다.

### 지도 학습
지도 학습은 레이블이 지정된 데이터로부터 학습하여 레이블이 없는 미래 데이터에 레이블을 할당하는 방법을 학습하는 알고리즘 유형이다. 생물학에서 지도 학습은 범주화 방법을 알고 있는 데이터가 있고 더 많은 데이터를 해당 범주에 범주화하려는 경우에 유용할 수 있다.

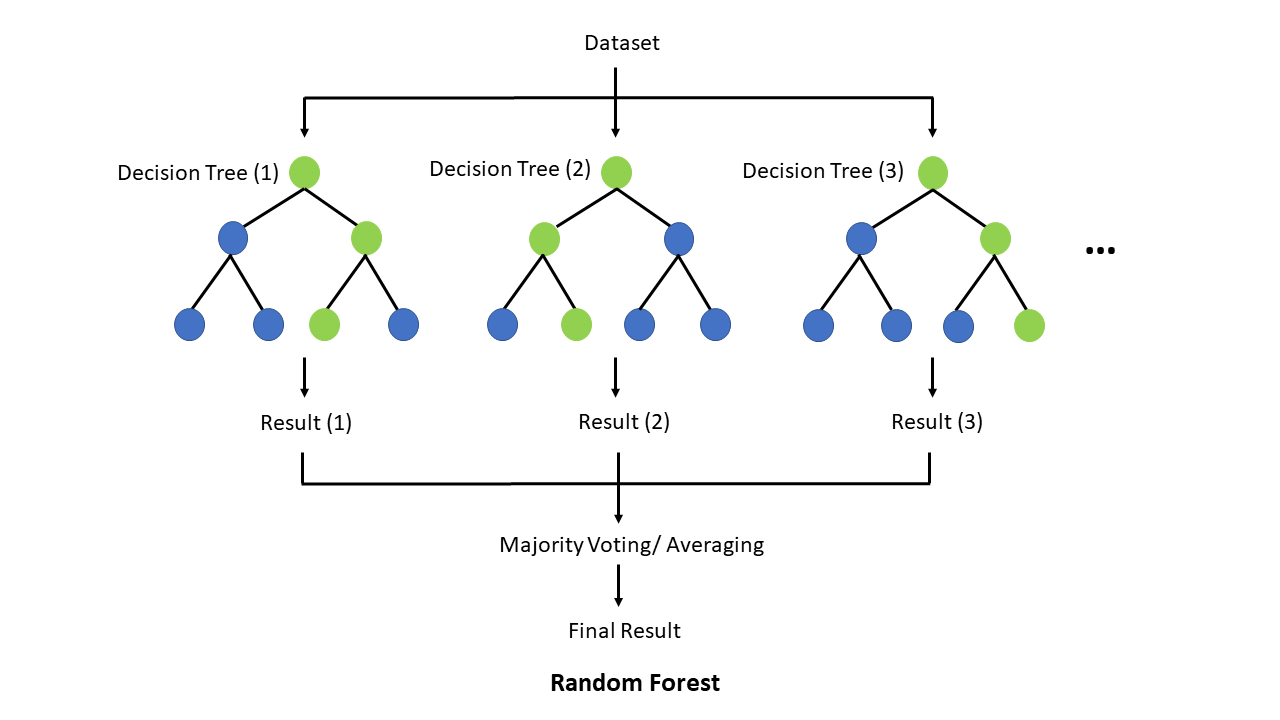
간단한 랜덤 포레스트를 보여주는 다이어그램

일반적인 지도 학습 알고리즘은 랜덤 포레스트로, 수많은 결정 트리를 사용하여 데이터 세트를 분류하도록 모델을 훈련시킨다. 랜덤 포레스트의 기초를 형성하는 결정 트리는 데이터의 알려진 특정 특징을 사용하여 데이터 세트를 분류하거나 레이블을 지정하는 것을 목표로 하는 구조이다. 이에 대한 실제 생물학적 예시는 개인의 유전 데이터를 사용하여 그 개인이 특정 질병이나 암에 걸릴 소인이 있는지 여부를 예측하는 것이다. 각 내부 노드에서 알고리즘은 데이터 세트에서 정확히 하나의 특징, 즉 이전 예시의 특정 유전자를 확인한 다음 결과에 따라 왼쪽 또는 오른쪽으로 분기한다. 그런 다음 각 리프 노드에서 결정 트리는 데이터 세트에 클래스 레이블을 할당한다. 따라서 실제로 알고리즘은 입력 데이터 세트에 따라 결정 트리를 통해 특정 루트-리프 경로를 따라 이동하며, 이는 해당 데이터 세트의 분류로 이어진다. 일반적으로 결정 트리는 예/아니오와 같이 이산적인 값을 취하는 대상 변수를 가지며, 이 경우 분류 트리라고 한다. 그러나 대상 변수가 연속적이면 회귀 트리라고 한다. 결정 트리를 구축하려면 먼저 훈련 세트를 사용하여 대상 변수의 가장 좋은 예측 변수인 특징을 식별하도록 훈련되어야 한다.

### 오픈 소스 소프트웨어
오픈 소스 소프트웨어는 모든 사람이 연구에서 개발된 소프트웨어에 접근하고 혜택을 받을 수 있는 계산생물학 플랫폼을 제공한다. PLOS는 오픈 소스 소프트웨어 사용에 대한 네 가지 주요 이유를 제시한다.
- 재현성: 이를 통해 연구자들은 생물학적 데이터 간의 관계를 계산하는 데 사용된 정확한 방법을 사용할 수 있다.
- 더 빠른 개발: 개발자와 연구자는 사소한 작업을 위해 기존 코드를 재창조할 필요가 없다. 대신 미리 존재하는 프로그램을 사용하여 더 큰 프로젝트의 개발 및 구현 시간을 절약할 수 있다.
- 품질 향상: 동일한 주제를 연구하는 여러 연구자들의 의견을 수렴하여 코드에 오류가 없을 것이라는 확신을 얻을 수 있다.
- 장기적인 가용성: 오픈 소스 프로그램은 어떤 비즈니스나 특허에도 묶여 있지 않다. 이를 통해 여러 웹 페이지에 게시할 수 있으며 미래에도 사용 가능성을 보장한다.[37]

## 연구
계산생물학에 관련된 몇 가지 대규모 회의가 있다. 몇 가지 주목할 만한 예로는 분자 생물학을 위한 지능형 시스템, 유럽 계산 생물학 회의 및 계산 분자 생물학 연구가 있다.
계산생물학 전문 저널도 많이 있다. 몇 가지 주목할 만한 예로는 생물정보학 저널과 PLOS 계산 생물학이 있으며, 이는 계산생물학 분야에서 많은 주목할 만한 연구 프로젝트를 보유하고 있는 동료 검토 오픈 액세스 저널이다. 이들은 소프트웨어 리뷰, 오픈 소스 소프트웨어 튜토리얼을 제공하고 다가오는 계산생물학 회의에 대한 정보를 보여준다. 이 분야와 관련된 다른 저널로는 생물정보학, 생물학 및 의학의 컴퓨터, BMC 생물정보학, 네이처 메서드, 네이처 커뮤니케이션즈, 사이언티픽 리포츠, PLOS ONE 등이 있다.

## 관련 분야
계산생물학, 생물정보학 및 수리생물학은 모두 수학 및 정보과학과 같은 정량적 학문에서 파생된 생명과학에 대한 학제간 접근 방식이다. NIH는 계산/수리 생물학을 생물학의 이론 및 실험적 질문을 다루기 위한 계산/수학적 접근 방식의 사용으로, 생물정보학을 복잡한 생명과학 데이터를 이해하기 위한 정보과학의 적용으로 설명한다.
특히 NIH는 다음과 같이 정의한다.
계산생물학: 생물학적, 행동적, 사회적 시스템 연구를 위한 데이터 분석 및 이론적 방법, 수학적 모델링 및 계산 시뮬레이션 기술의 개발 및 적용.

생물정보학: 생물학적, 의학적, 행동적 또는 건강 데이터의 사용을 확장하기 위한 계산 도구 및 접근 방식의 연구, 개발 또는 적용(데이터 획득, 저장, 조직, 보관, 분석 또는 시각화를 포함).

각 분야는 다르지만, 그들의 접점에서 상당한 중복이 있을 수 있으며, 이 때문에 많은 사람들에게 생물정보학과 계산생물학은 서로 바꿔 쓸 수 있는 용어로 사용된다.
계산생물학(Computational biology)과 진화 연산(evolutionary computation)이라는 용어는 이름이 비슷하지만 혼동해서는 안 된다. 계산생물학은 생물학적 데이터를 모델링하고 분석하는 것과는 관련이 없다. 대신 진화 개념에 기반한 알고리즘을 만든다. 때로는 유전 알고리즘이라고도 불리는 이 분야의 연구는 계산생물학에 적용될 수 있다. 진화 연산이 본질적으로 계산생물학의 일부는 아니지만, 계산 진화 생물학은 그 하위 분야이다.

## 같이 보기
- 인공생명
- 생물정보학
- 바이오 컴퓨터
- 생물학적 시뮬레이션
- 생체 모방 시뮬레이션
- 생물통계학
- 계산 청각학
- 계산화학
- 계산과학
- 계산 시스템 생물학
- 계산 역사학
- DNA 시퀀싱
- 기능유전체학
- 국제전산생물학회
- 생물정보학 기관 목록
- 생물정보학 소프트웨어 목록
- 생물학 데이터베이스 목록
- 수리생물학
- 몬테카를로 방법
- 분자역학
- 네트워크 생물학
- 계통학
- 단백체학
- 구조유전체학
- 합성생물학
- 시스템 생물학